# Vladimír Janočko
Vladimír Janočko (* 2. Dezember 1976 in Košice) ist ein ehemaliger slowakischer Fußballspieler.

## Karriere
Janočko startete seine Profikarriere in der Jugendmannschaft des 1. FC Košice. 1994 wurde Janočko in die Profiabteilung des Vereins aufgenommen. Er spielte bis Anfang 2000 bei diesem Klub. Im Januar 2000 wechselte er nach Griechenland zu Skoda Xanthi.
Nach der einen Saison in Griechenland ging er zum FK Austria Wien. Nach sehr erfolgreichen Anfangsjahren bei der Austria, wo er sogar 2002 österreichischer Fußballer des Jahres wurde, wurden seine Leistungen schwächer und Janočko fiel bei verschiedenen Trainern in Ungnade. Ein Auslöser für seine schwachen Leistungen waren auch viele Verletzungen, unter anderem ein Kreuzbandriss im Frühjahr 2005, der ihn bis November 2005 außer Gefecht setzte. Am 9. Mai 2006, nach dem 3:0-Cupsieg der Austria gegen Mattersburg, gab Janočko bekannt, dass er Austria verlassen werde.
Am 13. Juni 2006 gab Red Bull Salzburg seine Verpflichtung bekannt, seit der Saison 2006/07 war Janočko für die Mozartstädter tätig. Er wurde geholt, um anfangs die Rolle des Spielmachers zu erfüllen, konnte sich jedoch nicht durchsetzen und war daher zumeist auf der Ersatzbank zu finden, trotzdem konnte er als Ersatzspieler 2007 den österreichischen Meistertitel feiern. 2009 gelang ihm dieses Kunststück ebenfalls. Insgesamt spielte er in der Saison 2008/09 16 Mal und erzielte fünf Tore. Nach der Saison unterschrieb Janocko zuerst für LASK Linz, ehe er sich nach kurzen Streitigkeiten doch noch für die Admira entschied. Nachdem er nach der ersten Saison bei der Admira nicht überzeugen konnte und Präsident Richard Trenkwalder für die neue Saison einen harten Sparkurs angekündigt hatte, wurde sein bis 2011 laufender Vertrag Anfang Juli aufgelöst.
Im Januar 2011 wechselte Janočko in die Amateurklasse zum SC Leopoldsdorf/Wien. Im Januar 2013 wechselte er in seine Heimat Slowakei zum MFK Zemplin Michalovce und beendete hier 2015 seine aktive Karriere als Spieler.
Vladimír Janočko spielte insgesamt 56 Mal für das slowakische Fußballnationalteam und erzielte dabei drei Tore.

## Erfolge
- 4 × österreichischer Meister: 2003 & 2006 (mit FK Austria Wien), 2007 & 2009 (mit FC Red Bull Salzburg)
- 3 × österreichischer Pokalsieger: 2003, 2005, 2006 (mit FK Austria Wien)
- 2 × slowakischer Meister: 1997 & 1998 (mit 1. FC Košice)
- Fußballer des Jahres in Österreich: 2002
- Fußballer des Jahres in der Slowakei: 2003